# John Hron
John Antonin Fritz Hron, född 25 januari 1981 i Kungälvs församling, Göteborgs och Bohus län, död 17 augusti 1995 i Kode, Göteborgs och Bohus län, var en svensk pojke som mördades av nynazister vid Ingetorpssjön utanför Kungälv.

## Mordet
Hron var på kvällen den 16 augusti 1995 ute vid Ingetorpssjön med sin yngre kamrat och granne Christian för att tälta. Till platsen kom det dock även fyra nynazistiska ungdomar, som var 15 till 18 år gamla. 15-åringen gick på samma skola som Hron där många var rädda för 15-åringen. I sitt vittnesmål berättade 15-åringen att: "Jag har nästan skrämt upp varenda jävel i skolan". Under skolåret hade Hron och 15-åringen blivit ovänner. Det hade gått så långt att 15-åringen hade mordhotat Hron. 
När nynazisterna kom till sjön började 15-åringen och två av de andra nynazisterna att misshandla John Hron svårt. De ville att Hron skulle säga att han älskade nazister, vilket han vägrade. De slog och sparkade honom men han fortsatte vägra. 
Under misshandeln lyckades Hron ta sig loss och simmade ut till mitten av sjön. Förövarna ropade då att Hron skulle komma tillbaka, men han svarade inte. Då tvingade de Hrons kamrat Christian att ropa att om Hron inte kom tillbaka skulle de slå ihjäl honom. Hron svarade då och simmade tillbaka.
Väl där misshandlades han tills han blev medvetslös. Bland annat vittnade nynazisterna om att de sparkat honom i huvudet i ungefär sju minuter. Efter misshandeln kastade nynazisterna Hron i sjön. Enligt ett vittnesmål skall Hron då fortfarande ha varit vid liv, men rättsläkare uttalade att även om Hron hade varit vid liv vid tillfället hade han troligen inte överlevt skadorna från misshandeln. Hrons kamrat Christian liftade hem och slog larm.

## Efterspel
De fyra nynazisterna åtalades. Daniel Hansson (1977–2018), vid mordet 18 år gammal, dömdes för mord och olaga tvång till åtta års fängelse. 15-åringen dömdes till fem års fängelse för mord. 17-åringen hade 13 dagar tills han skulle fylla 18 och dömdes för grov misshandel till tio månaders fängelse och den sista, 18-åringen som inte slog larm på sin mobiltelefon och inte stoppade misshandeln, dömdes till fyra månaders fängelse.
John Hron är begravd på kyrkogården vid Ytterby gamla kyrka. Hans gravsten har vandaliserats upprepade gånger.

## Priser och utmärkelser
- Stig Dagerman-priset 1996 tilldelades John Hron postumt "för hans mod att, också till priset av sitt eget liv, stå det onda emot" (ur prismotiveringen).[5]